# Peperomia gracilicaulis
Peperomia gracilicaulis är en pepparväxtart som beskrevs av Truman George Yuncker. Peperomia gracilicaulis ingår i släktet peperomior, och familjen pepparväxter. Inga underarter finns listade i Catalogue of Life.